# Manfred B. Lee
Manfred Bennington Lee (Brooklyn, Nova Iorque, 11 de Janeiro de 1905 – Connecticut, 3 de Abril de 1971) foi um escritor estado-unidense que, juntamente com o seu primo, Frederic Dannay, criou o heterónimo Ellery Queen.

## Vida e obra
Manfred B. Lee nasceu na cidade de Nova Iorque, e veio a falecer no estado de Connecticut, nos Estados Unidos da América. Na verdade, o próprio nome Manfred B. Lee é um pseudónimo, visto que o seu verdadeiro nome é Manford Lepofsky. Lee e o seu primo Frederic conceberam Ellery Queen como um autor que resolvia mistérios e os relatava nos seus livros. Queen foi retratado como um homem de grande poder de observação e dedução, cujas aventuras foram lavadas ao rádio, ao cinema e à televisão. Os primos também usaram o pseudónimo de Barnaby Ross e criaram outro detective, Drury Lane. Esta criação de heterónimos e pseudónimos, incluindo personagens que imitavam a vida dos seus próprios criadores por serem também eles escritores de romances policiais, acabou por confundir os leitores. Durante muito tempo, o público acreditava que Ellery Queen e Barnaby Ross seriam eram dois autores distintos e reais. Junto com o seu primo, Lee criou também o Ellery Queen's Mystery Magazine em 1941, que publicou o que havia de melhor em ficção policial. Também editaram numerosas antologias, incluindo o 101 Years Entertainment e The Great Detective Stories, e foram co-fundadores da associação Mystery Writers of America.
Outros escritores escreveram para Ellery Queen, incluindo Talmage Powell e Richard Deming que escreveram a série de Tim Cornagan. Outros autores anónimos também escreveram para  Ellery Queen e Barnaby Ross.